# Anton Fig
Anton Fig (8 de agosto de 1952 en Ciudad del Cabo) es un baterista sudafricano, reconocido principalmente por su asociación con la banda Kiss, donde tocó como músico de sesión.

## Carrera
Fig es popular por haber tocado en la banda de David Letterman (Orquesta de la CBS), y por tocar la batería ocasionalmente en Kiss y Ace Frehley. Tocó en el álbum solista de Frehley en 1978, además de ser el baterista de la banda Frehley's Comet de 1984 a 1987. Grabó la batería del álbum Unmasked de Kiss en 1980 y algunas pistas del disco Dynasty, de 1979. Otros artistas con los que ha trabajado incluyen a Bob Dylan, Warren Zevon, B. B. King, Peter Frampton, Joan Armatrading, Cyndi Lauper, Link Wray, John Waite, Robert Gordon, Joe Bonamassa, Beth Hart y Kix.